# Tonårsbossen
 (janvier 2015).
Si vous disposez d'ouvrages ou d'articles de référence ou si vous connaissez des sites web de qualité traitant du thème abordé ici, merci de compléter l'article en donnant les références utiles à sa vérifiabilité et en les liant à la section « Notes et références ».
 (mars 2016).
Tonårsbossen est une émission suédoise diffusée sur TV3.

## Saison 1: 2013
| #  | #  | Participants      | Lieu             | Diffusion     |
| -- | -- | ----------------- | ---------------- | ------------- |
| 1  | 1  | Famille Hultberg  | Göteborg         | 4 avril 2013  |
| 2  | 2  | Famille Orrenvade | Skövde           | 11 avril 2013 |
| 3  | 3  | Famille Lundgren  | Umeå             | 18 avril 2013 |
| 4  | 4  | Famille Wisén     | Enköping         | 25 avril 2013 |
| 5  | 5  | Famille Fahlander | Borås            | 2 mai 2013    |
| 6  | 6  | Famille Holsteryd | Älta (Stockholm) | 9 mai 2013    |
| 7  | 7  | Famille Möller    | Ekeby (Skåne)    | 16 mai 2013   |
| 8  | 8  | Famille Damm      | Skövde           | 23 mai 2013   |
| 9  | 9  | Familie Näslund   | Örnsköldsvik     | 30 mai 2013   |
| 10 | 10 | Familie Hansson   | Uddevalla        | 6 juin 2013   |

## Saison 2: 2013
| #  | Participants           | Lieu         | Diffusion         |
| -- | ---------------------- | ------------ | ----------------- |
| 1  | Famille Östling        | Strängnäs    | 30 septembre 2013 |
| 2  | Famille Eriksson       | Varberg      | 7 octobre 2013    |
| 3  | Famille Sabel          | Tyresö       | 14 octobre 2013   |
| 4  | Famille Tornmark       | Brottby (en) | 21 octobre 2013   |
| 5  | Famille                | Nacka        | 27 octobre 2013   |
| 6  | Famille Tranberg-Skoog | Hasslarp     | 4 novembre 2013   |
| 7  | Famille Carlgren       | Kalmar       | 11 novembre 2013  |
| 8  | Famille Edvardsson     | Skärblacka   | 18 novembre 2013  |
| 9  | Famille Borgkvist      | Helsingborg  | 25 novembre 2013  |
| 10 | Famille Sahbaei        | Göteborg     | 2 décembre 2013   |
| 11 | Famille van Kerkvoorde | Huddinge     | 9 décembre 2013   |